# Carrascal del Río
Carrascal del Río település Spanyolországban, Segovia tartományban. Carrascal del Río Cobos de Fuentidueña, Castrojimeno, Valle de Tabladillo, Sepúlveda, Sebúlcor, Fuenterrebollo és Navalilla községekkel határos. Lakosainak száma 136 fő (2024).

## Népesség
A település népessége az elmúlt években az alábbi módon változott:
| Lakosok száma | 201  | 201  | 187  | 182  | 174  | 162  | 151  | 147  | 146  | 136  |
|               | 2001 | 2004 | 2007 | 2009 | 2012 | 2014 | 2017 | 2019 | 2022 | 2024 |